# Francesco Giannetti

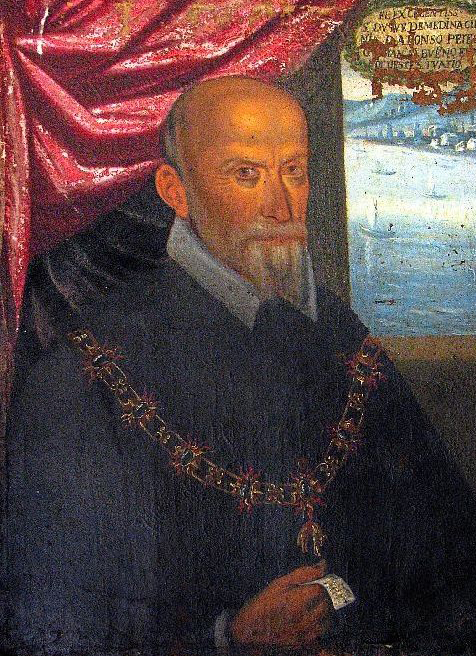
Retrato del VII duque de Medina Sidonia, realizado en 1612 por Francesco Giannetti y conservado en el Palacio de Medina Sidonia de Sanlúcar de Barrameda.

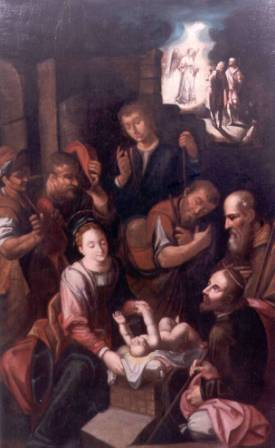
Adoración de los pastores, 1612, Sanlúcar de Barrameda, retablo mayor de la basílica de Nuestra Señora de la Caridad.

Francesco Giannetti (Florencia, circa 1575-Madrid, 22 de marzo de 1647) fue un pintor florentino establecido en España desde 1600 hasta 1647, periodo en que estuvo al servicio de la Casa de Medina Sidonia, como pintor de cámara. Por ello, aunque cultivó diversos géneros, tuvo una gran actividad como retratista, llegando a retratar no solo a los Medina Sidonia sino también a Lope de Vega y a varios miembros de la familia real española. Su nombre fue castellanizado y su apellido se registró en los textos de numerosas maneras. En español, se le conoce sobre todo como Francisco Juanete o Francisco Ginete.

## Biografía
Sus padres fueron los florentinos Pedro Ginete y Camila Buenseñor. Se ha supuesto que Giannetti pudo llegar a España como otros artistas italianos atraídos por las obras del Monasterio de El Escorial. Lo cierto es que al menos desde 1600 aparece en los documentos como pintor de cámara de Manuel de Guzmán y Silva, conde de Niebla, que por aquella época vivía entre Madrid y Andalucía, lugares en los que el artista realizó numerosos trabajos para su patrón. Casó con la española Ana de Mungía, con quien tuvo un hijo, Francisco Ginete, que luchó en la sublevación de Cataluña.
Por encargo del VII duque de Medina Sidonia pintó entre enero y diciembre de 1612 veintisiete lienzos para los altares del Santuario de la Virgen de la Caridad de Sanlúcar de Barrameda, recién construido, conforme al programa iconográfico proporcionado por Diego López de Soria, capellán de la casa ducal. Conservados en el lugar para el que fueron pintados, los nueve lienzos del retablo mayor fueron contratados por Giannetti el 4 de enero de 1614, junto con dos lienzos mayores de las genealogías de Cristo y de los Guzmanes para los altares laterales, donde se conservan, junto a dos retratos del duque (uno de ellos conservado en el palacio ducal) y un paisaje por valor todo ello de 4000 reales.  Además, en 1617 realizó una Última Cena de gran formato destinada al monumento del Jueves Santo de la Iglesia Mayor de Sanlúcar. Asimismo en 1621 pintó algunos lienzos para la capilla palatina ducal. Como pintor de los duques se le menciona de nuevo en 1621, cuando pintó algunos lienzos no especificados por la documentación para el pasadizo que unía el palacio ducal con su tribuna en la parroquia de Nuestra Señora de la O.
Entre 1624 y 1634 está documentada su presencia en Madrid. Allí, entre 1624 y 1625 realizó un retrato a Lope de Vega, por encargo del poeta napolitano Giambattista Marino. Por esos años se había instalado en la corte un hermano del VIII duque de Medina Sidonia, llamado Alonso de Guzmán y Silva, que en 1627 sería nombrado patriarca de las Indias y capellán y limosnero del rey. Ese mismo año de 1627 recibió en su taller a Ramón Michelet, de origen francés, como aprendiz durante cuatro años.  
En la corte Giannetti se presenta en algunos documentos como pintor de cámara del cardenal-infante Fernando de Austria. En esos documentos aparece nombrado junto a otros artistas, como Eugenio Cajés, Angelo Nardi, Vicente Carducho, Velázquez, su hermano Juan Velázquez, Francisco Pacheco, Juan de la Corte y Pedro de la Torre. Otra muestra de su buena situación en la corte es que Giannetti hiciera entre 1632 y 1633 la tasación del ciclo de pinturas que Carducho hizo para el claustro del monasterio de Santa María de El Paular.
En 1632 el cardenal Infante se marchó de España, estableciendo su residencia en Bruselas, por lo que en 1634 se encuentra de nuevo documentado a Giannetti en Sanlúcar, ocupado en obras de brocha gorda en los jardines del palacio. Un año después contrató nuevas obras de asunto desconocido para el palacio ducal, la casa del Desengaño, donde se representaban funciones teatrales, y para el convento de Capuchinos. A la muerte del VIII duque en 1636, Giannetti siguió al servicio de su hijo el IX duque de Medina Sidonia, que en 1638 le encargó una pintura con un Milagro de la Virgen de la Caridad y que lo nombró guardadamas de palacio en 1640. Pero la Conspiración del duque de Medina Sidonia contra Felipe IV acontecida en 1641, que conllevó el encarcelamiento del duque, hizo que la estabilidad laboral de Giannetti peligrase. Aun así, en 1643 el cabildo municipal de Sanlúcar le encargó una pintura del Arcángel San Miguel. Pero en 1644 ya estaba de vuelta en Madrid, donde la duquesa se había trasladado para defender los intereses de su esposo preso. Allí se le pagaron dos pinturas que serían regaladas a la marquesa de Priego, madre de la duquesa consorte de Medina Sidonia. 
Pero en 1646 la documentación ya sitúa a Giannetti como pintor independiente, "estante" en Madrid y con un aprendiz a su cargo, llamado Gregorio Carballo Pacheco. En Madrid aparece relacionado con los pintores Antonio de Puga y Santiago Morán el Mozo, y con un tal Juan de Somarriba, que podría ser el matemático de dicho nombre. El 22 de marzo de 1647 falleció bajo testamento, en que nombraba heredero universal a su hijo y dejaba a su discípulo los enseres de su taller. En él se inventariaron sesenta y una pinturas, entre ellas retratos de tres duques de Medina Sidonia, de Alonso de Guzmán y Silva —patriarca de las Indias—, de Felipe III, de Margarita de Austria, de Felipe IV a caballo, de Lorenzo Ramírez de Prado y de fray Francisco de Cogolludo. Estos retratos y las demás pinturas fueron tasados por los pintores Domingo Yanguas y Bartolomé Román, con el objetivo de venderlos en almoneda y así pagar sus deudas. El pintor fue enterrado en la parroquial de San Martín.